# Darialschlucht
Die Darialschlucht oder Darielschlucht (georgisch დარიალის ხეობა, Darialis Keoba; russisch Дарьяльское ущелье; ossetisch Арвыком) ist eine elf Kilometer lange Schlucht im nördlichen Georgien an der Grenze zu Russland.

## Lage
Sie liegt am östlichen Fuß des Berges Kasbek auf 1204 m im Großen Kaukasus und wird vom Terek-Fluss durchflossen. Die fast 600 Meter aufragenden steilen Felswände zu beiden Seiten der Schlucht rücken dort auf einen Abstand von acht Metern zusammen. Das Nadelöhr auf dem Weg über den Kaukasus war über Jahrhunderte von großer strategischer Bedeutung.

## Name
Der heutige Name ist dem neupersischen Namen des Passes dar-i Alan (dt. Pforte der Alanen) entlehnt. In der georgischen Geschichtsschreibung wird er Ralani, Dargani oder Darialani genannt. Für den römischen Naturwissenschaftler und Geografen Plinius war er die Portae Caucasiae oder Portae Hiberiae. Bei Ptolemäus hieß der Pass Sarmatikai Pylai (griechisch Σαρματικαι Πυλαι). Die Tataren nannten ihn Darioli.

## Geschichte
Die Kontrolle des Nadelöhrs auf dem jahrhundertelang einzigen Weg über den Kaukasus spielte eine wichtige Rolle in der Außenpolitik Georgiens, des Römischen Reiches, Persiens, der arabischen Kalifate, von Byzanz und später Russlands. Bis zum 13. Jahrhundert ging es vor allem darum, kriegerische Nomadenstämme aus dem Nordkaukasus, unter ihnen die namensgebenden Alanen, am Vordringen nach Süden zu hindern. Sie waren regelmäßig in Georgien, Aserbaidschan und Armenien eingefallen. Ab dem 18. Jahrhundert erlangte der Pass für die Verbindung zwischen Russland und Georgien eine zunehmende wirtschaftliche und militärische Bedeutung. 1799 wurde der Verkehrsweg oberhalb des Passes in den Fels geschlagen.
Nach der Eroberung Iberiens durch Pompeius 66 v. Chr. errichteten die Römer in der Schlucht die Festung Kumania sowie eine Mauer aus Baumstämmen, die mit Eisen verstärkt wurde. Die iberischen Könige betrieben die Festung mehrere Jahrhunderte unter dem Namen Kumli. Dabei wurde sie mehrfach renoviert. Ihre Ruinen auf einem Berg am linken Terekufer sind heute noch zu besichtigen. Sie verfügte über Wachtürme und einen Geheimgang zum Fluss. Persien errichtete im 5. Jahrhundert das Kastell Biriparach, in dem rund 1000 Soldaten stationiert waren. Russland baute nach 1801 am nördlichen Ausgang der Schlucht die Festung Darialskoje (russisch Дарьяльское), deren spärliche Überreste heute knapp hinter der russisch-georgischen Grenze auf georgischem Territorium liegen. Auch die Sowjetunion nutzte das natürliche Nadelöhr. Sie kontrollierte den Reiseverkehr durch einen Militärposten mit einer Schranke. Zwischen 2006 und 2010 war die Grenze zwischen Georgien und Russland in der Darielschlucht geschlossen.

## Verkehrsinfrastruktur
Von georgischer Seite verläuft bis zum Grenzübergang mit Russland die Hauptstraße S3, die einen Abschnitt der historischen Georgischen Heerstraße bildet. Auf russischer Seite trägt die in Richtung Wladikawkas führende Fernstraße die Bezeichnung A161 (zuvor A301).

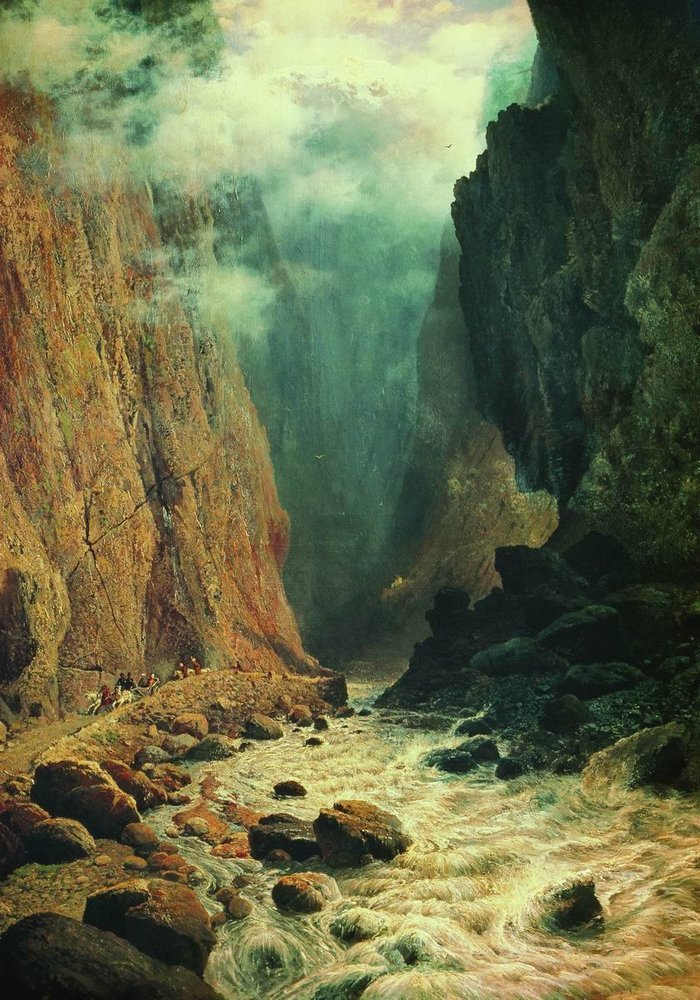
Bild von R. Sudkowskyj (1884, Russisches Museum)
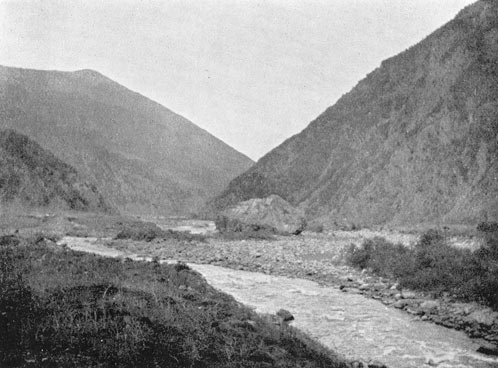
Foto von 1906
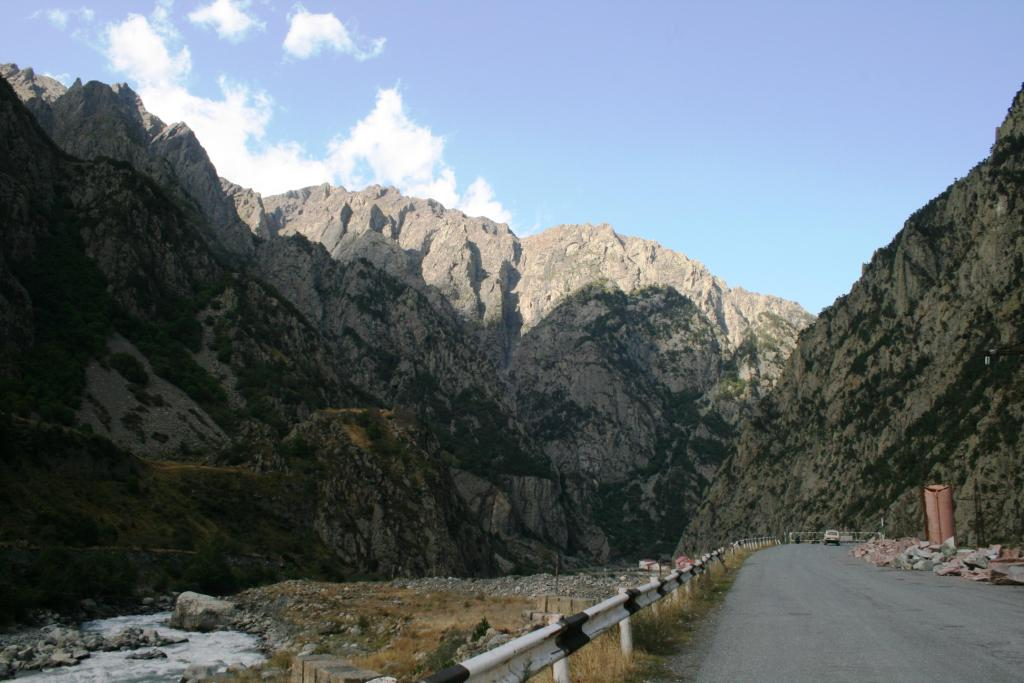
Am geschlossenen Grenzübergang nach Russland (2008)
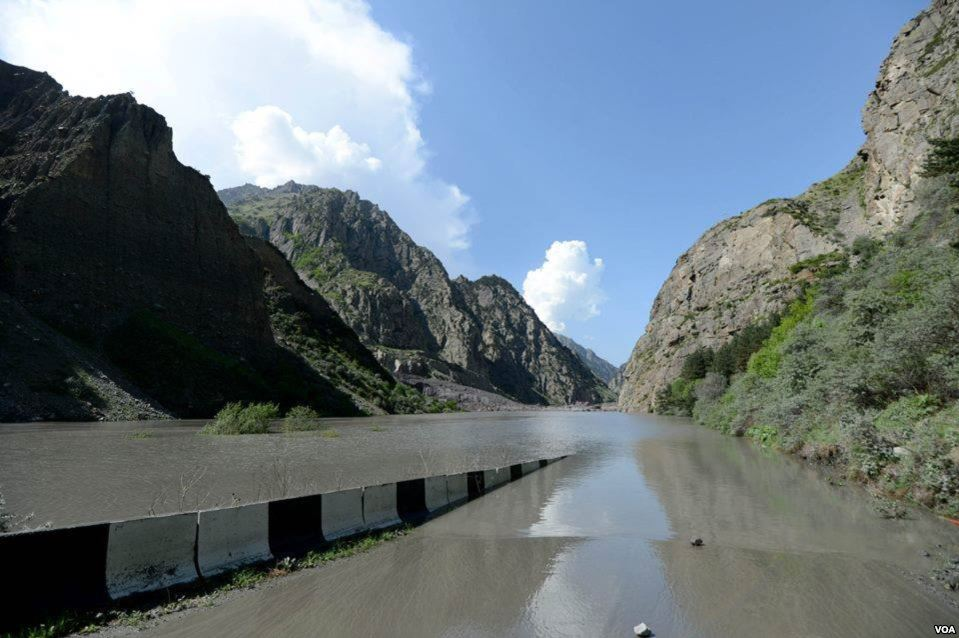
Überschwemmungen (2014)